# Daciana Hosu
Daciana Hosu (født 16. januar 1998 i Bistrița, Rumænien) er en kvindelig rumænsk håndboldspiller, der spiller for SCM Râmnicu Vâlcea i Liga Naţională og Rumæniens kvindehåndboldlandshold.
Hun blev udtaget til landstræner Adrian Vasiles trup ved VM i kvindehåndbold 2021 i Spanien, hvor det rumænske hold blev nummer 13.

## Meritter
- EHF Cup:
  - Semifinalist: 2016